# Parti travailliste fidjien
Pour les articles homonymes, voir Parti travailliste et FLP.
Le Parti travailliste fidjien (Fiji Labour Party, FLP) est un parti politique fidjien fondé en 1985 par le Congrès des Syndicats des Fidji. Il est membre consultatif de l'Internationale socialiste.
Le Parti travailliste est arrivé au pouvoir par le moyen d'élections démocratiques à deux reprises. Timoci Bavadra est ainsi élu Premier ministre en 1987, et Mahendra Chaudhry en 1999. Dans les deux cas, leurs gouvernements sont rapidement renversés par des coups d'État.
Après huit ans de régime militaire, le parti participe, sous la direction de Mahendra Chaudhry, aux élections législatives de septembre 2014. Il obtient 2,4 % des voix, et ne remporte aucun siège,. Le parti poursuit son déclin aux élections de 2018, terminant à la sixième et dernière place avec 0,6 % des voix et aucun siège.